# 5월 31일
5월 31일은 그레고리력으로 151번째(윤년일 경우 152번째) 날에 해당한다. 이 날은 5월의 마지막 날이며, 5월의 마지막 주 평일은 5월 29일 또는 30일이다.

## 사건
- 1795년 - 프랑스 혁명: 파리에 설치된 특수범죄 법원인 혁명재판소가 폐지되다.
- 1902년 - 제2차 보어 전쟁: 남아프리카 프리토리아에서 베르니이헝 평화 조약을 맺으며 전쟁이 끝나다.
- 1919년 - 일제강점기, 문창범·남만춘(南萬春)·김철훈(金哲勳) 등이 전로고려공산당을 조직하다.
- 1933년 - 만주사변: 탕구 협정을 체결하며 종결하다.
- 1945년 - 제2차 세계 대전: 타이베이 대공습이 일어나다.
- 1948년 - 대한민국 제헌 국회의 제1회 국회 개회식과 본회의가 열리다.
- 1970년 - 페루 북부 앙카시주 부근에서 지진이 발생했다.
- 2004년 - 대한민국의 무역인 김선일이 피랍됐다.
- 2005년
  - 미국, 마크 펠트가 자신이 딥 스로트임을 언론과의 인터뷰에서 밝혔다.
  - 대한민국, 대통령 직속 친일반민족행위진상규명위원회(초대 위원장 강만길)가 출범하다.
- 2025년 - 서울특별시 영등포구에서 서울 지하철 5호선 방화 사건이 일어났다.

## 문화
- 1935년 - 미국 캘리포니아주 로스앤젤레스에서 20세기 폭스가 설립되었다.
- 1982년 - 대한민국의 첫 인터넷 회선이 개설되었다.
- 1996년
  - FIFA는 2002년 축구 월드컵을 대한민국과 일본에서 공동 개최하도록 결정했다.
  - 1998년 FIFA 월드컵 예선 경기에서 부르키나파소가 모리타니와 0대 0으로 비겼다.
- 2002년
  - 2002년 FIFA 월드컵: 서울 월드컵 경기장에서 치러진 개막전에서 처녀 출전국인 세네갈이 전 대회 우승국인 프랑스를 1:0으로 꺾는 파란을 일으켰다.
  - 대한민국에서 제주방송(JIBS) 텔레비전이 개국하다.
- 2003년 - 에어 프랑스의 콩코드 여객기가 마지막 취항을 하다.
- 2017년
  - 대한민국의 수도권에서 지상파 UHD 방송이 개시되었다.
  - 대한민국, 서울메트로와 서울특별시 도시철도공사가 서울교통공사로 통합 출범하였다.
- 2019년 - Cpbc FM의 한낮의 가요선물이 28년 만에 폐지되었다.
- 2023년 - 대한민국의 수도권제2순환고속도로 조안 나들목 ~ 양평 나들목 구간이 개통되었다.
- 2025년
  - 매드포갈릭 창원점이 영업을 종료한다.
  - 메가박스 용인기흥이 폐점한다.

## 탄생
- 1162년 - 몽골 제국의 초대 대칸 칭기즈 칸. (~1227년)
- 1330년 - 고려의 제31대 국왕 공민왕. (~1374년)
- 1469년 - 포르투갈의 국왕 마누엘 1세. (~1521년)
- 1819년 - 미국의 시인 겸 수필가 월트 휘트먼. (~1892년)
- 1835년 - 일본의 막부 말기 신센구미 부장 히지카타 도시조. (~1869년)
- 1857년 - 제259대 로마의 교황 교황 비오 11세. (~1939년)
- 1869년
  - 대한제국의 독립운동가 김명진. (~1920년)
  - 프랑스의 역사학자 조르주 고요. (~1939년)
- 1887년 - 프랑스의 외교관 겸 시인 생존 페르스. (~1975년)
- 1892년 - 나치 독일의 정치가 그레고어 슈트라서. (~1934년)
- 1923년 - 모나코의 군주 레니에 3세. (~2005년)
- 1926년 - 미국의 수학자 존 조지 케메니. (~1992년)
- 1930년 - 미국의 배우, 감독 클린트 이스트우드.
- 1936년 - 대한민국의 작곡가·가야금 연주자 황병기. (~2018년)
- 1938년 - 영국의 정치인 존 프레스콧. (~2024년)
- 1945년
  - 독일의 영화 감독, 배우 라이너 베르너 파스빈더. (~1982년)
  - 코트디부아르의 정치인 로랑 그바그보.
- 1947년 - 일본의 전 축구 선수 다카하시 다케오.
- 1948년 - 영국의 대중음악가 존 보냄. (전 레드 제플린의 드러머) (~1980년)
- 1949년 - 대한민국의 배우 임혁.
- 1950년 - 에스토니아의 정치인 에드가르 사비사르. (~2022년)
- 1954년 - 대한민국의 가수 박일준.
- 1955년 - 미국의 배우 캄덴 토이. (~2023년)
- 1956년
  - 대한민국의 정치인, 現 경기도 의정부시장 안병용.
  - 일본의 성우, 나레이터, 프리랜서 사카키바라 요시코.
- 1958년 - 대한민국의 가톨릭 신부 차동엽. (~2019년)
- 1959년 - 이탈리아의 레이싱 드라이버 안드레아 데 체자리스. (~2014년)
- 1961년
  - 대한민국의 판사, 변호사 김주현.
  - 미국의 배우 리 톰프슨.
- 1962년 - 일본의 성우 히다카 노리코.
- 1963년 - 대한민국의 축구 선수 김종석.
- 1964년 - 일본의 정치인 에다노 유키오.
- 1965년
  - 대한민국의 배우 최성준.
  - 일본의 성우 소우미 요코.
  - 미국의 배우 브룩 실즈.
- 1966년 - 대한민국의 배우 박철민.
- 1967년
  - 프랑스의 배우 상드린 보네르.
  - 일본의 가수 타무라 아키히로. (스피츠)
- 1970년 - 이탈리아의 영화감독 파올로 소렌티노.
- 1971년 - 대한민국의 뮤지컬 배우 윤영석.
- 1972년 - 대한민국의 전 야구 선수 강필선.
- 1973년 - 대한민국의 전 야구 선수, 현 야구 코치 임수민.
- 1974년 - 헝가리의 권투인 에르데이 졸트.
- 1976년 - 아일랜드의 배우 콜린 패럴.
- 1981년
  - 미국의 가수 윤미래.
  - 대한민국의 배우 김기방.
  - 대한민국 방송인, 기자 겸 앵커 이승현.
- 1982년
  - 대한민국의 쇼핑 호스트 이민웅.
  - 이스라엘의 축구 선수 탈 벤 하임.
- 1983년 - 대만의 배우 천옌시.
- 1984년
  - 대한민국의 아나운서 유혜영.
  - 대한민국의 야구 선수 김종호.
  - 대한민국의 아나운서, 방송인 김정은.
  - 일본의 축구인 나루오카 쇼.
- 1985년
  - 일본의 성우 마츠자키 레이.
  - 일본의 축구 선수 다카하시 마사히로.
- 1986년 - 대한민국의 만화가 문택수.
- 1987년
  - 대한민국의 야구 선수 차우찬 (LG 트윈스).
  - 일본의 싱어송라이터 야나기나기.
- 1988년
  - 대한민국의 배우, 모델 이수혁.
  - 대한민국의 펜싱 선수 허준.
- 1989년
  - 대한민국의 축구 선수 조영철 (경남 FC).
  - 독일의 축구 선수 마르코 로이스 (보루시아 도르트문트).
  - 네덜란드의 축구 선수 바스 도스트.
  - 대한민국의 모델 김다울.
- 1990년 - 일본의 축구 선수 하나토 진.
- 1991년
  - 대한민국의 바둑 기사 강다정.
  - 미국의 방송인, 사회자 파라 에이브러햄.
  - 미국 프로 야구 세인트루이스 카디널스의 선수 맷 보우먼.
- 1992년
  - 대한민국의 가수 기태.
  - 대한민국의 가수 Miso.
- 1994년
  - 대한민국의 배우 심은경.
  - 대한민국의 축구 선수 장슬기.
  - 대한민국의 래퍼 창모.
- 1995년 - 일본의 축구 선수 안자이 고키.
- 1996년
  - 대한민국의 골프 선수 장승보.
  - 일본의 배우 타카다 카호.
  - 미국의 가수 노르마니.
- 1997년
  - 대한민국의 가수 정세운.
  - 대한민국의 가수 우진영.
- 1998년 - 대한민국의 가수 최서현.
- 1999년 - 대한민국의 가수 캐슬제이 (MCND).
- 2000년 - 대한민국의 수영 선수 백인철.
- 2001년 - 폴란드의 테니스 선수 이가 시비옹테크.
- 2003년 - 대한민국의 배우 정민준.
- 2004년
  - 대한민국의 축구 선수 강상윤.
  - 대한민국의 야구 선수 김서현.
- 2005년 - 대한민국의 가수 조아. (위클리)
- 2007년 - 대한민국의 배우 정지훈.
- 2013년 - 대한민국의 아역 배우 강지용.

## 사망
- 1408년 - 일본 무로마치 막부의 제3대 쇼군 아시카가 요시미쓰. (1358년~)
- 1607년 - 조선 중기의 관료, 인문학자, 의학자, 저술가 류성룡. (1542년~)
- 1801년 - 중국인 천주교 신부, 조선 천주교 순교자 주문모. (1572년~)
- 1809년 - 오스트리아 작곡가 요제프 하이든. (1732년~)
- 1832년 - 프랑스의 수학자, 사회운동가 에바리스트 갈루아. (1811년~)
- 1960년 - 나치 독일의 정치인 발터 풍크. (1890년~)
- 1977년 - 브라질의 축구 선수, 축구 감독 네쿠. (1895년~)
- 1978년 - 헝가리의 축구 선수, 축구 감독 보지크 요제프. (1925년~)
- 1986년 - 미국의 물리학자, 연구원 제임스 레인워터. (1917년~)
- 2009년 - 영국의 공무원, 타이타닉호 침몰 사고 생존자 밀비나 딘. (1912년~)
- 2020년
  - 불가리아의 미술가 크리스토 자바체프. (1935년~)
  - 독일의 영화배우 단 판후젠. (1945년~)
- 2021년 - 미국의 야구 선수 마이크 마셜. (1943년~)
- 2022년 - 대한민국의 공무원, 교육가, 행정학자 안병만. (1941년~)
- 2023년 - 대한민국의 신학자 유광웅. (1943년~)
- 2024년 - 캐나다의 연쇄살인범 로버트 픽턴. (1949년~)
- 2025년
  - 대한민국의 정치인 박제상. (1935년~)
  - 대한민국의 시인 정양. (1942년~)
  - 미국의 경제학자 스탠리 피셔. (1943년~)

## 기념일
- 바다의 날 (대한민국)
- 세계 금연의 날
- 카스티야 라만차 데이(Castile–La Mancha Day): 스페인 카스티야라만차 지방
- 로얄 브루나이말레이 연대의 기념일: 브루나이
- 마리아의 엘리사벳 방문

## 같이 보기
- 위키미디어 공용에 5월 31일 관련 미디어 분류가 있습니다.
- 전날: 5월 30일 다음날: 6월 1일 - 전달: 4월 30일 다음달: 6월 30일
- 모두 보기